# Frimärksspråk

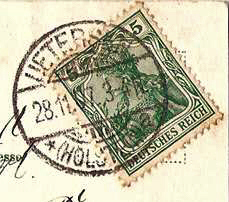
Exempel med frimärke från Germania-serie, 1907

Frimärksspråket är ett slags kodspråk av oklart ursprung som innebär att man genom frimärkets placering och vridning på olika sätt förmedlar diverse fördolda budskap. Frimärkets valör saknar betydelse. 1902 skulle tolkningen göras på följande sätt:

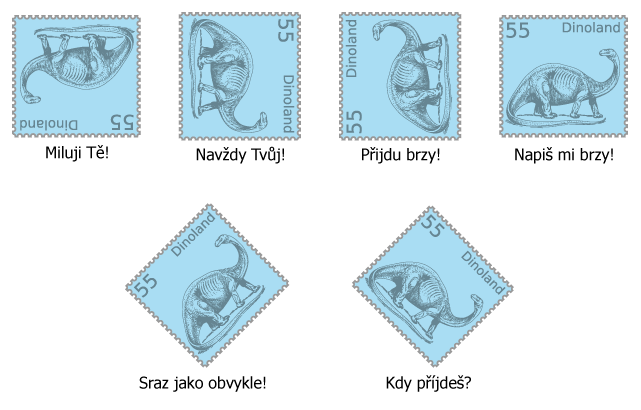
Exempel
Jag älskar dig! • Din för alltid! • Jag kommer snart tillbaka! • Skriv mig snart!
Möte som vanligt! • När kommer du?

| Budskap beroende av frimärkets placering och vridning | Budskap beroende av frimärkets placering och vridning | Budskap beroende av frimärkets placering och vridning | Budskap beroende av frimärkets placering och vridning | Budskap beroende av frimärkets placering och vridning |
| Placering                                             | Vridning                                              | Vridning                                              | Vridning                                              | Vridning                                              |
| Placering                                             | Rättvänt frimärke                                     | Frimärket vridet 45°                                  | Frimärket vridet 90°                                  | Frimärket upp och ner                                 |
| ----------------------------------------------------- | ----------------------------------------------------- | ----------------------------------------------------- | ----------------------------------------------------- | ----------------------------------------------------- |
| Övre vänstra hörnet                                   | Jag älskar dig!                                       | Bränn upp mina brev!                                  | Mitt hjärta tillhör en annan!                         | Farväl, min älskling!                                 |
| Övre högra hörnet                                     | Skänk mig er vänskap!                                 | Skriv genast!                                         | Älskar du mig?                                        | Skriv ej mera!                                        |
| Nedre vänstra hörnet                                  | Trohet får sin lön                                    | Bestäm tid och ställe                                 | Lämna mig ensam i min smärta!                         | Du har bestått provet                                 |
| Nedre högra hörnet                                    | Din kärlek gör mig lycklig                            | Huru skola vi träffas?                                | Var försiktig, man ger akt på dig!                    | Kan ej mottaga er hyllning                            |
| Under adressen                                        | Jag svär dig evig trohet!                             | —                                                     | —                                                     | Jag sänder dig en kyss                                |
| Till vänster om adressen                              | Besvara min kärlek!                                   | —                                                     | —                                                     | Jag är förlovad                                       |